# 国事詔書 (1549年)
国事詔書（こくじしょうしょ、フランス語: Pragmatique sanction）は、1549年に神聖ローマ皇帝カール5世によって発布された勅令である。国事詔書は現オランダ、ベルギー、ルクセンブルクにあたるネーデルラント17州を不可分な1つの領土に再編した。既存の慣習や法律などは残された。

## 概要
カール5世は神聖ローマ帝国の行政単位の中央集権化を計画していた。国事詔書はただの土地の集まりだったネーデルラントを統一した1つの実体に集約、ハプスブルク家の世襲領とした。17州の継承法を簡素化して、1人の継承者が全て継承すると定めたことで、17州は実質的には1つの実体に統一されたのであった。
カール5世が1555年に退位すると、息子のフィリップがネーデルラント17州を継承した。
国事詔書はオランダ反乱につながる政治排他主義への、ハプスブルク家による対抗の一例とされる。当時、各州はそれぞれの法律や慣習を有しており、住民は各州を独立した実体とみていた。そのため、外部から押し付けられた国事詔書の政策は住民の多くを怒らせた。国事詔書、司教領の創設、対異端法律の発布など現地住民の感情を無視した行為は不満を引き起こし、やがてオランダ反乱につながった。